# Kirton (Suffolk)
Pour les articles homonymes, voir Kirton.
Kirton est un village et une paroisse civile du Suffolk, en Angleterre.